# Журавлёвка (Костанайская область)
Журавлёвка (каз. Журавлев) — село в районе Беимбета Майлина Костанайской области Казахстана. Входит в состав Тарановского сельского округа. Код КАТО — 396449300.

## География
Село находится примерно в 4 км к северо-западу от районного центра, села Айет.

## История
Переселенческий посёлок Журавлёвский был запроектирован в 1900 году на территории XIV подрайона Кустанайского уезда 2-й казахской общины. Поселение было зачислено в списки новых посёлков переселенческого управления за номером 47. Официальной датой заселения считается 1903 год. К 1904 году имелось уже 118 хозяйств. По сведениям статистиков, на 10 хозяйств (семей) Журавлёвки в 1904 году приходилось в среднем по 17 лошадей, 12 волов, 11 коров, а также по 60 десятин пахотной земли, которая была засеяна в большей массе пшеницей. 
В 1915 году здесь имелась церковь. Священник Трофим Васильевич Моргун, псаломщик Фёдор Григорьевич Холод, церковный староста Глеб Волошин. Журавлёвка относилась к 6-му Алексеевскому благочинническому округу Оренбургско-Тургайской епархии. Имелась церковно-приходская школа, заведовал ею законоучитель, священник Трофим Моргун, учитель Иван Киселёв. Работала также сельская одноклассная школа от министерства просвещения. Преподавали здесь священник Трофим Моргун и учительница Лидия Яковлевна Кузнецова. Журавлёвка была подчинена территории 3-го крестьянского начальника. Во врачебном отношении, в составе Валерьяновского переселенческого врачебного участка. В 1915 году проводились три ярмарки: 1-я 2-9 февраля, 2-я 6-13 июля, 3-я 8-15 ноября. Кроме того, базары по понедельникам.
До 5 апреля 2013 года село входило в состав упразднённого Красносельского сельского округа.

## Население
По данным переписи 1920 года, в Журавлёвке имелось 209 хозяйств и проживало 1148 жителей, преимущественно украинцы.
В 1999 году население села составляло 183 человека (95 мужчин и 88 женщин). По данным переписи 2009 года, в селе проживало 108 человек (56 мужчин и 52 женщины).